# 孫家正
孫家正（1944年3月—），江苏泗阳人，中国共产黨、中华人民共和国政治人物，原副国级领导人。南京大学中文系毕业，1966年1月加入中国共产党。中共第十二至十四届中央候补委员，十五届、十六届中央委员。曾任中國人民政治協商會議第十一届全國委員會副主席、中国文学艺术界联合会主席。

## 生平
孙家正1968年大学毕业后，曾在江苏省六合县农村“五七干校”劳动。自1971年进入中共政坛，他从最低层做起；历任中共六合县樊集公社人武部副部长、县革委会办事组副组长，共青团六合县委书记，六合县马鞍公社党委书记，中共六合县常委、县革委会副主任等职。
改革开放以后，中共开始大力培养青年干部。1978年，孙家正被提拔为共青团南京市委书记；不久，又升任共青团江苏省委副书记、书记。1983年后，孙进入中共江苏省委，历任省委常委、省委秘书长、省级机关党委书记，中共徐州市委书记，省委常委、省委宣传部部长等职。1989年12月，晋升中共江苏省委副书记；1994年4月，调任广播电影电视部党组书记，同年5月任广电部部长。
1998年3月，朱镕基组阁时，改任文化部部长。2003年3月17日，中华人民共和国国家主席胡锦涛发布第二号中华人民共和国主席令，根据中华人民共和国第十届全国人民代表大会第一次会议的决定，孙家正被任命为文化部部长，直至2008年3月任期届满。
2006年11月，当选中国文学艺术界联合会主席。2008年3月，当选第十一届全国政协副主席，成为党和国家领导人。
其夫人為秦化敏，表姐同表姐夫曾就讀於江蘇宿遷泗陽縣王集鎮王集中學，兩人同為本科學歷，畢業於南京醫科大學，表姐王業蘭於1939年9月出生，曾任中國石油化工股份有限公司下屬單位江蘇油田勘探局友好醫院主任，於2022年9月在揚州友好醫院去世。表姐夫張成平於1937年12月出生，曾服役於江蘇省軍區獨立一師，官至團級幹部從江蘇省軍區獨立一師轉業至中國石油化工股份有限公司下屬單位江蘇油田勘探局友好醫院擔任院長一職並於2017年5月在揚州友好醫院病逝。

## 荣誉

### 外国勋章奖章
- 意大利共和国功绩大十字骑士勋章（意大利，2005年2月28日公布[3]）
- 荣誉军团军官勋章（法国，2005年9月16日于北京颁发[4]）